# فاطمه زهروی
فاطمه زهروی (زاده ۱۳۳۰ در کرمانشاه) مترجم ایرانی است. او لیسانس زبان فرانسه دارد و برای ترجمه کتاب راز بزرگ برگزیدهٔ چهارمین دورهٔ کتاب سال ایران شد. او سرانجام در سال ۱۴۰۰ درگذشت‌.

## مشخصات و سرگذشت
فاطمه زهروی مترجم ایرانی زاده ۱۳۳۰ شمسی در کرمانشاه است که مدرک لیسانس خود را در رشته زبان فرانسه گرفته‌است. وی برای ترجمه کتاب «راز بزرگ» برنده جایزه کتاب سال جمهوری اسلامی ایران شد.